# Kentsfield
Pour un article plus général, voir Core (microarchitecture).
Presler Yorkfield
L'architecture Kentsfield est une architecture quadri-cœur appartenant à l'architecture Core, et rassemblant deux Conroe dans un même die.

## Liste des processeurs utilisant cette architecture
| Modèle             | Nb. cœurs | Fréquence | Cache L1  | Cache L2  | Mult. | Tension      | TDP         | FSB       | Socket  | Référence       | Commercialisation |
| ------------------ | --------- | --------- | --------- | --------- | ----- | ------------ | ----------- | --------- | ------- | --------------- | ----------------- |
| Core 2 Extreme     |           |           |           |           |       |              |             |           |         |                 |                   |
| QX6850             | 4         | 3,00 GHz  | 4 × 64 ko | 2 × 4 Mio | ×9    |              | 130 W       | 1333 MT/s | LGA 775 |                 | 16 juillet 2007   |
| QX6800             | 4         | 2,93 GHz  | 4 × 64 ko | 2 × 4 Mio | ×11   |              | 130 W       | 1066 MT/s | LGA 775 |                 | avril 2007        |
| QX6700             | 4         | 2,66 GHz  | 4 × 64 ko | 2 × 4 Mio | ×10   |              | 130 W       | 1066 MT/s | LGA 775 |                 | 2 novembre 2006   |
| Core 2 Quad        |           |           |           |           |       |              |             |           |         |                 |                   |
| Q6850              | 4         | 3,00 GHz  | 4 × 64 ko | 2 × 4 Mio | ×9    |              |             | 1333 MT/s | LGA 775 |                 | 3e trim. 2008     |
| Q6700              | 4         | 2,66 GHz  | 4 × 64 ko | 2 × 4 Mio | ×10   | 0,85 - 1,5 V | 95 W        | 1066 MT/s | LGA 775 | HH80562PH0678MK | 16 juillet 2007   |
| Q6600              | 4         | 2,40 GHz  | 4 × 64 ko | 2 × 4 Mio | ×9    | 0,85 - 1,5 V | 105 ou 95 W | 1066 MT/s | LGA 775 | HH80562PH0568M  | 8 janvier 2007    |
| Xeon - série X3xxx |           |           |           |           |       |              |             |           |         |                 |                   |
| X3230              | 4         | 2,66 GHz  | 4 × 64 ko | 2 × 4 Mio | ×10   |              | 105 ou 95 W | 1066 MT/s | LGA 775 |                 |                   |
| X3220              | 4         | 2,40 GHz  | 4 × 64 ko | 2 × 4 Mio | ×9    |              | 105 ou 95 W | 1066 MT/s | LGA 775 |                 |                   |
| X3210              | 4         | 2,13 GHz  | 4 × 64 ko | 2 × 4 Mio | ×8    |              | 105 ou 95 W | 1066 MT/s | LGA 775 |                 |                   |